# Wilhelm Ljungberg
Nils Wilhelm Ljungberg, född 19 april 1818 i Åmål, död 14 juli 1872 på Eriksbergs herrgård sydväst om Karlstad men kyrkobokförd i Göteborgs domkyrkoförsamling, var en svensk lektor, bibelforskare och språkman. 

## Karriär
Ljungberg disputerade år 1851 i Uppsala på avhandlingen Chronologisk granskning af den babyloniska, israëlitiska och aegyptiska historien efter källorna. Under åren 1853–1866 tjänstgjorde han som lektor i latin vid Göteborgs latinläroverk, och blev 1854 ledamot av Kungliga Vetenskaps- och Vitterhets-Samhället. På grund av sjukdom blev han 1866 tvungen att dra sig tillbaka från sin lektorstjänst och ägnade resten av sitt liv åt privatforskning. Han efterlämnade åtskilliga vetenskapliga undersökningar i manuskript, varav flera postumt publicerades av vännen Fredrik Wulff (Chronologie de la vie de Jésus 1878, De romerska kejsarnas kronologi från Caesar till Domitianus 1918, Die hebräische Cronologie von Saul bis zur babylonischen Gefangenschaft 1922).

## Ljungbergska striden
Ljungberg var aktiv som tidningsdebattör och väckte år 1861 stor uppmärksamhet genom sin offentliga kritik av kyrkans ortodoxa kristendomssyn, vilken han uppfattade som förstelnad. Han ville återge kristendomen sin ursprungliga renhet enligt Kristi budskap i Nya testamentet. Hans kritik mot Treenighetsläran ledde till namninsamlingar mot honom från stiftets prästerskap och aktioner för att få honom avsatt som lektor från biskopen och domkapitlet, där han var ledamot. Den så kallade Ljungbergska striden inspirerade Viktor Rydberg att skriva Bibelns lära om Kristus 1862. Att även vännen och blivande filosofen Pontus Wikner tog starka intryck av Ljungbergs personliga mod och skarpsinniga kritik framgår av hans bevarade dagböcker.

## Horatius och Livius
Ljungberg arbetade även under många år med en textkritisk bearbetning eller så kallad "rentvagning" av delar av Horatius och Livius diktverk, som inte bara ansågs vittna om Ljungberg stora kunskap om ämnet och djärva slutledningsförmåga, utan även gav honom ett rykte som vetenskaplig "vilde". (Horatii Carmina Lyrica utgavs i Karlstad 1872). Han var själv en skarp och fruktad debattör och kritiker i bland annat Handelstidningen och kulturtidskriften Framtiden.

## Ljungberg som vetenskapsman
Genom att kombinera bibelns uppgifter med historiska kronologiska källor, beräkningar av solförmörkelser och andra astronomiska fenomen, ansåg Ljungberg sig ha lyckats fastställa Jesu födelse till natten till den 1 oktober år 7 f.Kr. Detta möttes naturligtvis med skepsis hos många experter inom området. Språkforskaren och vännen Fredrik Wulff menade dock att om Ljungberg verkat "i något centrum för den vetenskapliga forskningen och tidigt fått umgås med vetenskapens värkliga målsmän, i stället för att sitta i Uppsala, Göteborg, Lund och slutligen vid Karlstad, såsom en instängd och sjuklig kammarlärd, så skulle han snart ha erövrat en stor glans åt sitt namn, icke blott för sina kronologiska, utan även för betydliga stycken av sina textkritiska arbeten" . Wulff försökte under flera decennier efter Ljungbergs död att på olika sätt vinna erkännande åt honom som vetenskapsman. Att det fanns starka känslomässiga band mellan dem framgår inte minst av en på handskriftsavdelningen vid universitetsbiblioteket i Lund bevarad brevsamling, och av Wulffs självbiografi. På landsarkivet i Lund finns ett brevkoncept från 1846 (i: Lars Lundbergs samling), som innehåller en kärleksförklaring från den då 27-årige Ljungberg till hans 16-årige privatelev Hjalmar Ulrik Croneborg. Detta brev och bevarade dikter visar att Ljungberg var homosexuell. Han avled ogift hemma hos sin syster Johanna Charlotta Ljungberg och dennas make lantmätaren Anders Norström; de föräldrar till filosofen Vitalis Norström.